# ハンガリー万歳!
『ハンガリー万歳!』（ハンガリーばんざい!、ハンガリー語: Éljen a Magyar!）作品332は、ヨハン・シュトラウス2世が作曲したポルカ・シュネル。

## 楽曲解説
1866年の普墺戦争に大敗したオーストリア帝国は、翌1867年にアウスグライヒを実施してハンガリーの自治を容認し、オーストリア＝ハンガリー帝国として帝国構造を改編した。あっけない敗戦によってオーストリアの威信は急速に低下し、もともと帝国人口の半分に満たないオーストリア人（ドイツ系）のみではもはや諸民族を抑えることができなくなってきていたため、ハンガリー人と協力することによって他の民族を抑えていく道に切り替えられたのである。
その2年後の1869年、ワルツ王ヨハン・シュトラウス2世はハンガリー自治2周年を祝って、「気高きハンガリー国民」のためにこの『ハンガリー万歳!』を贈った。初演はペシュトのレドューテン館のコンサートで行われた。コーダには、ハンガリー独立の闘士として英雄視されるラーコーツィ・フェレンツ2世を讃える『ラーコーツィ行進曲』が引用されている。

## 関連作品
- 『アンドラーシ行進曲』 ― ペシュトでの演奏会に同行した弟ヨーゼフ・シュトラウスの作品。作品番号は268。ハンガリー首相アンドラーシ・ジュラに献呈された[2]。